# 科夫城堡
科夫城堡（英語：Corfe Castle）是位於英國英格蘭多塞特郡科夫堡村的一座城堡，興建者是威廉一世。城堡的歷史可以追溯至11世紀。在12至13世紀時，城堡的結構經歷了重大改變。英王约翰喜欢这座城堡，同时将它作为监狱，将侄女布列塔尼的埃莉诺及苏格兰送来做人质的公主玛格丽特、伊索贝尔等重要人物囚禁在其内。布列塔尼的埃莉诺被囚禁在此直至约翰之子亨利三世年间的1222年。
1572年開始，科夫堡不再由皇室所有。現在科夫堡由英国国民信托管理，對公眾開放。2010年，有19萬遊客參觀科夫城堡。現在科夫城堡也是一座英國一級保護建築。

## 外部連結
- Official Corfe Castle Website （页面存档备份，存于）
- Corfe Castle information at the National Trust （页面存档备份，存于）
- Sources on Corfe Castle （页面存档备份，存于）